# Ceromitia laureata
Ceromitia laureata là một loài bướm đêm thuộc họ Adelidae. Loài này có ở Nam Phi.